# کریستوف گالیانو
کریستوف گالیانو (فرانسوی: Christophe Gagliano‎؛ زادهٔ ۲۲ مهٔ ۱۹۶۷) جودوکار اهل فرانسه بود.